# Kabinett Jahn I
Das Kabinett Jahn I bildete vom 5. Dezember 1949 bis zum 29. November 1950 die Landesregierung von Brandenburg. 
| Amt                                  | Name                                                  | Partei | Partei |
| ------------------------------------ | ----------------------------------------------------- | ------ | ------ |
| Ministerpräsident                    | Rudi Jahn                                             |        | SED    |
| Inneres                              | Bruno Lentzsch                                        |        | SED    |
| Finanzen                             | Ingo von Koerber                                      |        | LDP    |
| Wirtschaft                           | Otto Falkenberg (bis Ende April 1950) Franz Peplinski |        | SED    |
| Arbeit und Soziales                  | Fritz Schwob (bis zum 3. Februar 1950) Karl Grobbel   |        | CDU    |
| Volksbildung, Wissenschaft und Kunst | Fritz Rücker                                          |        | SED    |
| Planung                              | Franz Peplinski                                       |        | SED    |